# Kaba Nialé

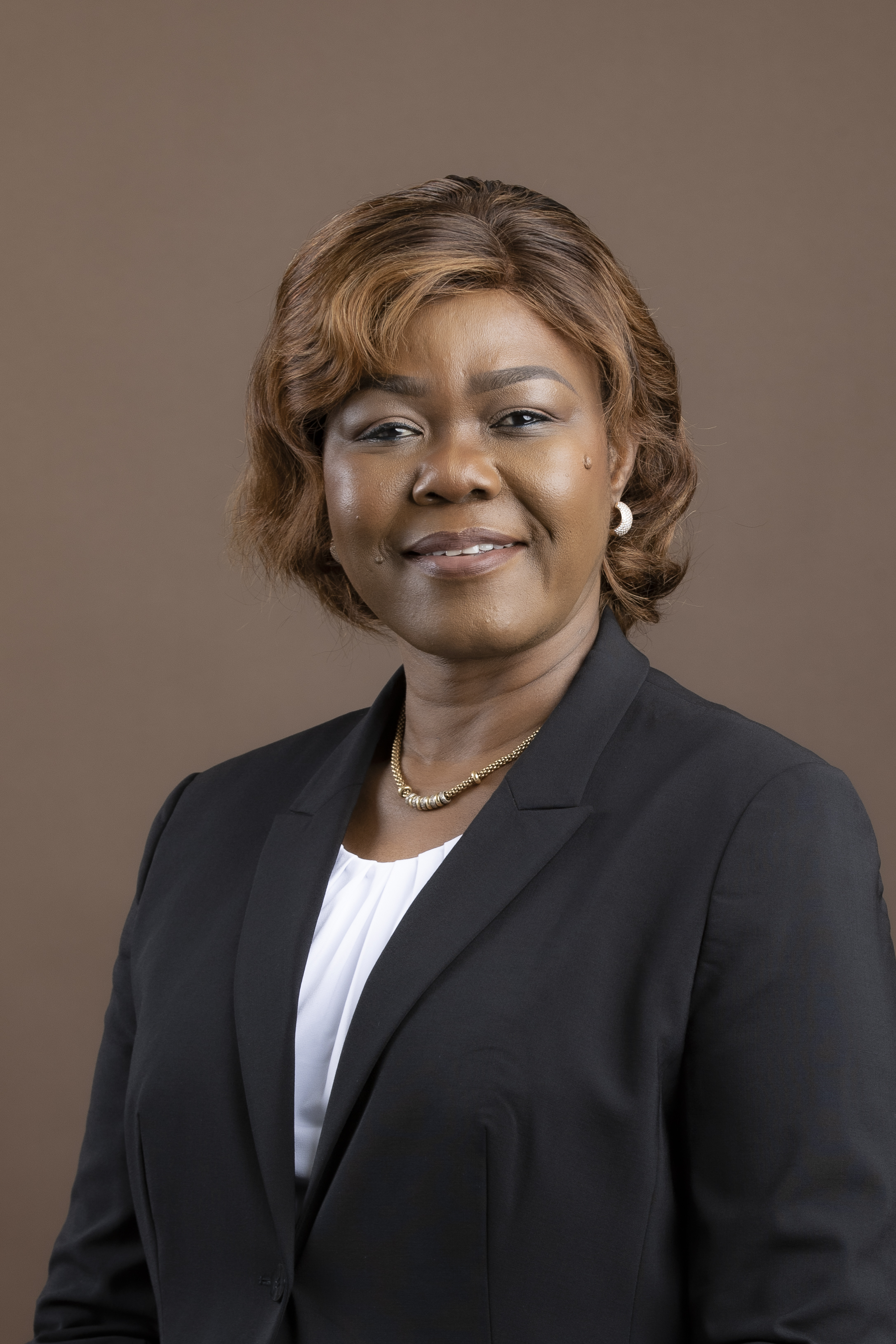
Nialé Kaba

Nialé Kaba (Ausspracheⓘ, geb. 1962, Bouko) ist eine Politikerin der Elfenbeinküste.
Sie war Ministerin für Wirtschaft und Finanzen (2012–2016), dann Minister für Planung und Entwicklung; Sie ist seit dem 18. Oktober 2023 Ministerin für Wirtschaft, Planung und Entwicklung in der Regierung von Robert Beugré Mambé.

## Leben

### Ausbildung
Sie erlangte 1981 ein Baccalauréat (Abitur), Serie C. 1989 erlangte sie einen Master (maîtrise) in Wirtschaftswissenschaften an der Université d’Abidjan-Cocody. Kaba setzte ihr Studium in Paris fort, wo sie nacheinander ein Diplom als Ingenieurin in Wirtschaftsstatistik vom Centre européen de formation des statisticiens économistes des states en voie de développement (CESD) an der Université Panthéon-Sorbonne und ein Diplom in Économie internationale et économie du développement an der Sorbonne erwarb.
1993 erwarb sie ein Diplom des Instituts des Internationalen Währungsfonds für Wirtschaftspolitik.

### Karriere
Kaba unterrichtete zunächst Makroökonomie an der École nationale supérieure de statistique et d’économie appliquée.
Von 1991 bis 2000 war sie Leiterin des Kabinetts des Premierministers. Sie war im Jahr 2000 vor der Besetzung, von 2003 bis 2005, stellvertretende Kabinettsdirektorin des Wirtschafts- und Finanzministeriums und dort Kabinettsdirektorin des Handwerks- und Finanzministeriums.
Von 2005 bis 2007 nahm sie den Posten der Generaldirektorin von Côte d’Ivoire Tourisme ein. In den Jahren 2011 und 2012 trat sie als Ministerin für die Förderung von Wohnungsbau in die Regierung ein.

## Politik
Vor der Amtseinführung von Alassane Ouattara als Präsident der Elfenbeinküste war Kaba von 1991 bis 1996 als Minister für Steuer- und Haushaltsfragen tätig und war ebenfalls Ministerin für die Förderung von Wohnungsbau.
Ab dem 22. November 2012 bis zum 12. Januar 2016 übte sie die Funktion einer Ministerin im Auftrag des Premierministers für Wirtschafts und Finanzen aus.
Seit dem 13. Januar 2016 war Kaba Ministerin für Planung und Entwicklung in der Regierung von Robert Beugré Mambé bis 2023.

## Gerichtsverfahren
Im Jahr 2014 wurde aufgrund der Beschwerde von Tiémoko Assalé, dem Generaldirektor von L’Éléphant déchaîné, einer satirischen Wochenzeitung, eine gerichtliche Untersuchung eingeleitet. Er behauptete, dass Moussa Traoré, der Chefredakteur der Tageszeitung L’Expression und Wakili Alafé, der Geschäftsführer des Presseunternehmens Socef-Ntic, und Herausgeber von L’Intelligent d’Abidjan versucht hätten, ihn im Namen von Nialé Kaba zu bestechen. Das Ministerium dementierte die Anschuldigungen, die Journalisten wurden jedoch für sechs Monate suspendiert.

## Auszeichnungen
2015 wurde Kaba in der Liste der Top 50, des femmes les plus puissantes d’Afrique des panafrikanistischen Wochenmagazins Jeune Afrique gelistet und als Ministre au Mérite („Verdienter Minister“) bezeichnet.

## Werke
- L’Afrique émergente: enjeux et potentialités. 2017.
- Transformation structurelle et émergence de l’Afrique.